# Seven: A Suite for Orchestra
Seven: A Suite for Orchestra is het eerste klassieke soloalbum van Genesis-toetsenist Tony Banks. Het album werd uitgebracht door Naxos in 2004. De suite werd uitgevoerd door het London Philharmonic Orchestra en gedirigeerd door Mike Dixon. Banks bespeelt de piano in "Spring Tide" en "The Ram". De orkestratie werd verzorgd door Simon Hale.

## Geschiedenis
Het idee voor dit album werd geboren toen Banks in de jaren tachtig de soundtrack voor de film The Wicked Lady opnam, maar het duurde nog ruim twintig jaar voor het idee werd verwezenlijkt. Na vier tracks te hebben opgenomen, realiseerde Banks zich dat hij opnieuw moest beginnen, omdat hij onvoldoende voorbereid was begonnen: de communicatie met de dirigent en het orkest over bijvoorbeeld het tempo en de dynamiek of de schrijffouten in de partituur vergden meer tijd en aandacht dan hij oorspronkelijk had ingeschat. Dit was een van de redenen waarom hij Nick Davis inschakelde. De suite bevat twee oudere nummers, namelijk "The Gateway", dat Banks ongeveer twintig jaar eerder schreef maar nooit gebruikte, en "Neap Tide", ongeveer uit de tijd van het album Strictly Inc.

## Tracklijst
1. Spring Tide
2. Black Down
3. The Gateway
4. The Ram
5. Earthlight
6. Neap Tide
7. The Spirit of Gravity